# تیپ ۵۰۰ کفیر
تیپ ۵۰۰ کفیر (انگلیسی: 500th Brigade) تیپ پیاده‌نظام مکانیزه و زرهی نیروی زمینی اسرائیل و تحت امر سپاه زرهی اسرائیل بود، که در سال ۱۹۷۲ تأسیس شد و در سال ۲۰۰۳ منحل گردید.
تیپ ۵۰۰ کفیر در ابتدا از سه گردان تشکیل شده بود: گردان‌های روماخ (۴۲۹)، سئارا (۴۳۰) و گور (۴۳۳). در طول جنگ یوم کیپور، این تیپ در نبرد بر سر شهر سوئز تحت فرماندهی لشکر ۱۶۲ زرهی هاپلادا جنگید و توسط سرهنگ آریه کرن رهبری می‌شد. این تیپ که عمدتاً به تانک‌های ماگاچ متکی بود، در مرز شبه‌جزیره سینا مستقر بود تا اینکه پس از پیمان صلح اسرائیل و مصر، به دره رود اردن منتقل شد. در طول جنگ لبنان در سال ۱۹۸۲، این تیپ در جبهه مرکزی (باز هم تحت فرماندهی لشکر ۱۶۲) جنگید و در محاصره بیروت شرکت کرد.